# Maximum Rocknroll
Maximum Rocknroll é a primeira coletânea musical da banda NOFX, lançada em 1992.
É um disco com os singles e demos iniciais da banda, tendo sido editado sem o consentimento da banda.

## Faixas
1. "Live Your Life" – 2:21
2. "My Friends" – 2:17
3. "Six Pack Girls" – 0:35
4. "Bang Gang" – 1:31
5. "Hit It" – 1:53
6. "Hold It Back" – 1:15
7. "ID" – 2:00
8. "Cops and Donuts" – 2:08
9. "Iron Man" (Black Sabbath) – 4:44
10. "Shitting Bricks" – 1:55
11. "Mom's Rules" – 1:15
12. "On My Mind" – 1:34
13. "White Bread" – 1:48
14. "Lager in the Dark" – 0:35
15. "Too Mixed Up" – 2:26
16. "Drain Bramaged" – 0:41
17. "Bob Turkee" – 2:09
18. "No Problems" – 1:12
19. "Memories" – 0:55
20. "Beast Within" – 0:56
21. "Instramental" – 2:36
22. "Ant Attack" – 0:46